# Flying Group
Flying Group ist eine Chartergesellschaft für Geschäftsflugverkehr mit Sitz in Antwerpen und Basis am Flughafen Antwerpen. Der Tätigkeitsbereich des Unternehmens umfasst VIP-Charter und Flugzeugmanagement.
Im Jahre 2015 wurde die niederländische Charterfluggesellschaft Jet Management Europe B.V und im Jahre 2016 wurde das maltesische Charterflugunternehmen Hyperion Aviation übernommen.

## Basen
| Belgien                                            | Frankreich                                          | Luxemburg             | Niederlande                                                   |
| -------------------------------------------------- | --------------------------------------------------- | --------------------- | ------------------------------------------------------------- |
| - Flughafen Antwerpen - Flughafen Brüssel-Zaventem | - Flugplatz Cannes-Mandelieu - Flughafen Le Bourget | - Flughafen Luxemburg | - Flughafen Amsterdam Schiphol - Flughafen Rotterdam Den Haag |

## Flotte
Die Flotte der  Flying Group besteht mit Stand September 2022 aus 26 Flugzeugen:
| Flugzeugtyp                        | aktiv | bestellt | Anmerkungen | Sitzplätze |
| ---------------------------------- | ----- | -------- | ----------- | ---------- |
| Cessna Citation Bravo CE-550       | 03    |          |             | 7          |
| Cessna Citation Excel CE-560 XLS   | 04    |          |             | 9          |
| Cessna Citation Excel CE-560 XLS+  | 01    |          |             | 9          |
| Cessna Citation CJ2 CE-525B        | 02    |          |             | 9          |
| Cessna Citation Mustang VLJ CE-510 | 03    |          |             | 4–5        |
| Cessna Citation X CE-680           | 01    |          |             | 8–12       |
| Cessna Citation X CE-750           | 01    |          |             | 9–12       |
| Bombardier Global 5000             | 01    |          |             | 12         |
| Bombardier Challenger CL-604       | 01    |          |             | 12         |
| Dassault Falcon 50EX               | 01    |          |             | 8          |
| Dassault Falcon 7X                 | 02    |          |             | 12         |
| Dassault Falcon 8X                 | 01    |          |             | 8          |
| Dassault Falcon 900C               | 01    |          |             | 8          |
| Dassault Falcon 900DX              | 01    |          |             | 14         |
| Dassault Falcon 900EX              | 01    |          |             | 14         |
| Learjet LR60XR                     | 01    |          |             | 8          |
| Pilatus PC-24                      | 01    |          |             | 8          |
| Gesamt                             | 26    |          |             |            |

### Ehemalige Flugzeugtypen
- Gulfstream G450
- Gulfstream G-IVSP
- Hawker 400
- Hawker 800XPi